# 温泉おさな芸者
『温泉おさな芸者』（おんせんおさなげいしゃ）は、1973年公開の日本映画。製作：東映。

## キャスト
- 速野征代：田辺節子(新人)
- 穴沢良子：沢リミ子(新人)
- 和泉かおる：深田ミミ
- 倉田忠治：南廣
- 和泉みつ：三原葉子
- 奈々：小林千枝
- 春駒：河野洋子
- 桃千代：オモトサヨ
- 子ねこ：章文栄
- まん婆さん：武智豊子
- 金原：富田仲次郎
- 中田：田中淳一
- 田村：大泉滉
- 須田：山城新伍
- 毛塚：佐藤晟也
- 別所：相馬剛三
- 馬島：伊達弘
- 神田：滝島孝二
- 久米：玉川長太
- 平石：畠山麦
- 森山：太古八郎
- 奥村：亀山達也
- 春川：太宰久雄

## スタッフ
- 監督：鷹森立一
- 脚本：鷹森立一・今子正義
- 企画：太田浩児
- 撮影：星島一郎
- 録音：小松忠之
- 照明：大野忠三郎
- 音楽：菊池俊輔
- 編集：田中修
- 助監督：田村猛
- 記録：宮本衣子
- スチール：藤井善男
- 渋外：中川亘
- 進行主任：岩谷敏明
- 装飾：装美社
- 美粧：須々木善三郎
- 美容：高杉喜美子
- 衣裳：長谷稔
- 演技事務：石川通生
- 現像：東映化学
- 協力：天城観光協会・天城湯ヶ島温泉旅館組合

## 同時上映
- 『実録 私設銀座警察』